# Monthault
Monthault (en bretó Brennaod, en gal·ló Montaut) és un municipi francès, situat a la regió de Bretanya, al departament d'Ille i Vilaine. L'any 2006 tenia 249 habitants.

## Demografia
| 1962                                       | 1968 | 1975 | 1982 | 1990 | 1999 |
| ------------------------------------------ | ---- | ---- | ---- | ---- | ---- |
| 387                                        | 452  | 387  | 338  | 293  | 249  |
| Des de 1962: població sense dobles comptes |      |      |      |      |      |

## Administració
| Període   | Identitat      | Partit |
| --------- | -------------- | ------ |
| -1994     | Francis Dandin |        |
| 1994-2001 | Roger Coudray  |        |
| 2001-     | Roger Buffet   |        |